# Telford
Telford – miasto w zachodniej w Anglii (Wielka Brytania), w hrabstwie ceremonialnym Shropshire, w dystrykcie (unitary authority) Telford and Wrekin, położone około 48 km na północny zachód od Birmingham. W 2021 roku liczyło 156 910 mieszkańców. Przemysł spożywczy. Prawa miejskie otrzymało w 1968.

## Sport
Telford jest siedzibą klubów sportowych, głównie półprofesjonalnych lub amatorskich.
AFC Telford United Football Club gra aktualnie w Konferencji Północnej, a ich managerem jest Rob Smith.
Hokej na lodzie w mieście jest reprezentowany przez klub Telford Tigers w rozgrywkach English Premier Ice Hockey League.
W Telford jest drużyna futbolu amerykańskiego, Shropshire Revolution, założona w 2006 roku, jest jedynym klubem w mieście i hrabstwie Shropshire. Poprzednio istniejące kluby to: Wrekin Giants (1985–1989), Shropshire Giants (1989) oraz Cannock Chase Giants (1989–1993/4).
Od 2007 roku do 2012 w miejscowej hali widowiskowej Telford International Centre rozgrywany był najważniejszy – obok Mistrzostw Świata – rankingowy turniej snookerowy UK Championship.

## Media
W latach 1999–2010 w mieście funkcjonowała lokalna stacja radiowa Telford FM, nadająca na częstotliwości 107.4 FM, będąca częścią Midland News Association, która jest wydawcą m.in. Shropshire Star, Shropshire Magazine i Telford Journal. W 2010 roku Telford FM połączyło się z siostrzaną stacją The Severn.